# Funiculaire de Bellevue
| Funiculaire de Bellevue | Funiculaire de Bellevue |
| --- | ----------------------- |
| Funiculaire de Bellevue am damaligen Bahnhof Bellevue-Funiculaire (heute: Station Brimborion der Linie 2 der Pariser Straßenbahn) |                         |
| Streckenlänge: | 0,183 km                |
| Spurweite: | 1440 mm                 |
| |                         |

Der Funiculaire de Bellevue war eine von 1893 bis 1934 betriebene Standseilbahn in der französischen Stadt Meudon, wenige Kilometer südwestlich von Paris. Sie verband den Bahnhof Bellevue-Funiculaire (seit 1997: Haltestelle Brimborion der Linie 2 der Pariser Straßenbahn) an der Bahnstrecke Puteaux–Issy-Plaine und die dortige Schiffsanlegestelle mit dem höher gelegenen Bahnhof Bellevue an der Bahnstrecke Paris–Brest.

## Vorgeschichte

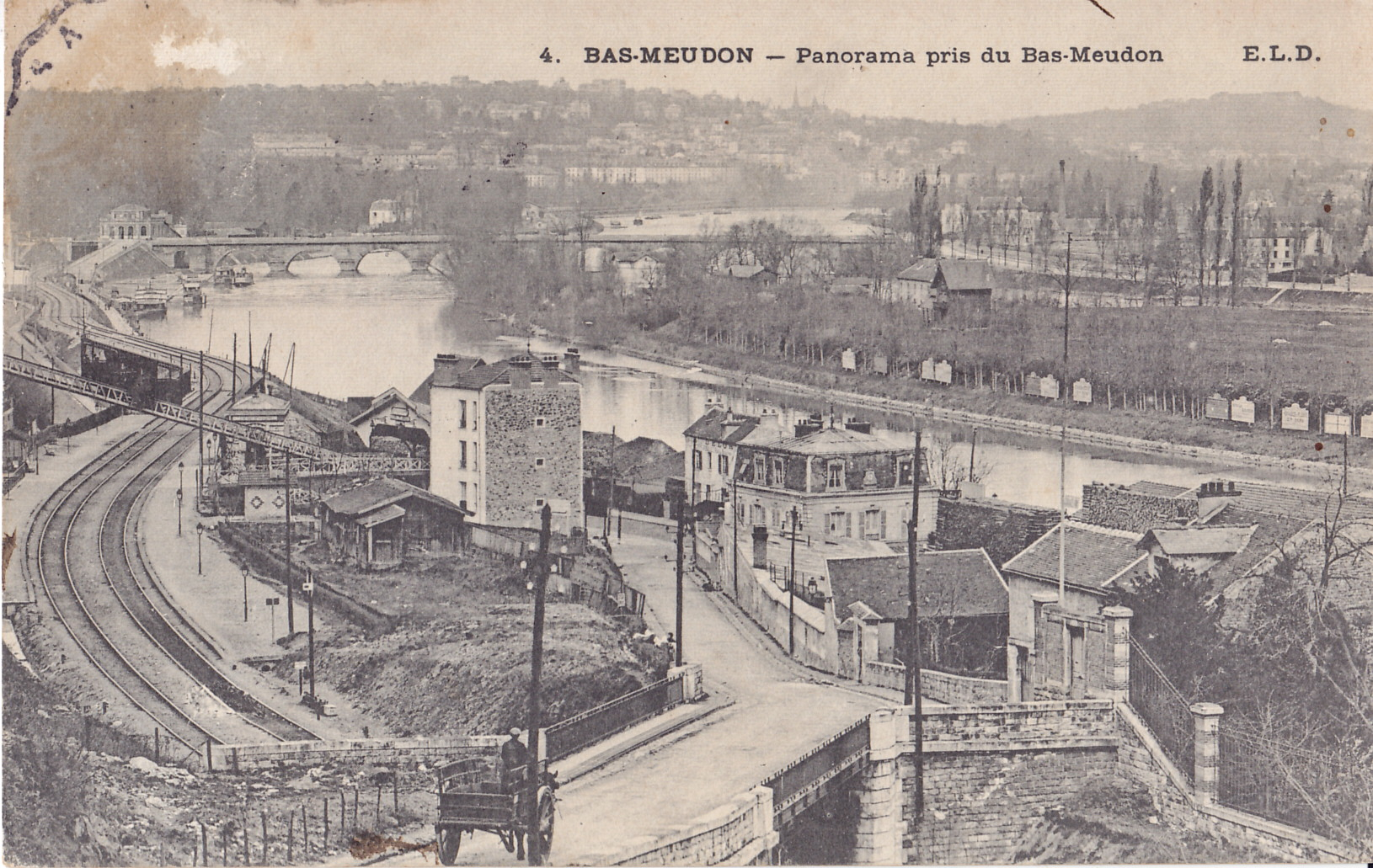
Bahnhof Bellevue-Funiculaire und Talstation der Standseilbahn unweit der Seine in Bas-Meudon

Am 10. September 1840 erhielt Meudon den Bahnhof Bellevue an der vom Bahnhof Paris-Montparnasse ausgehenden Bahnstrecke von Paris nach Versailles, dem ersten Abschnitt der späteren Hauptbahn nach Brest. Im Jahr 1889 wurde die als Ligne des Moulineaux bezeichnete Bahnstrecke von Puteaux nach Issy-les-Moulineaux eröffnet. An dieser erhielt die am Ufer der Seine gelegene Unterstadt von Meudon (Bas-Meudon) 1893 den auf der Grenze mit der Nachbargemeinde Sèvres gelegenen Bahnhof Bellevue-Funiculaire und dort im selben Jahr eine Anlegestelle für Dampfschiffe.

## Geschichte und Beschreibung

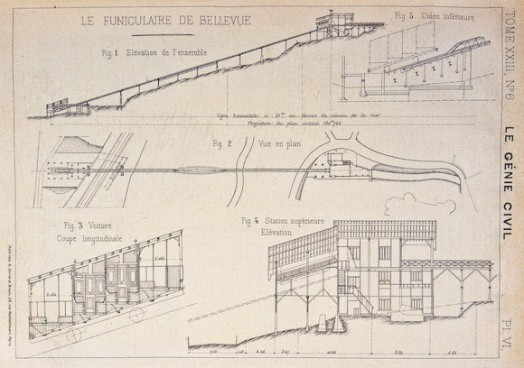
Plan der Anlage

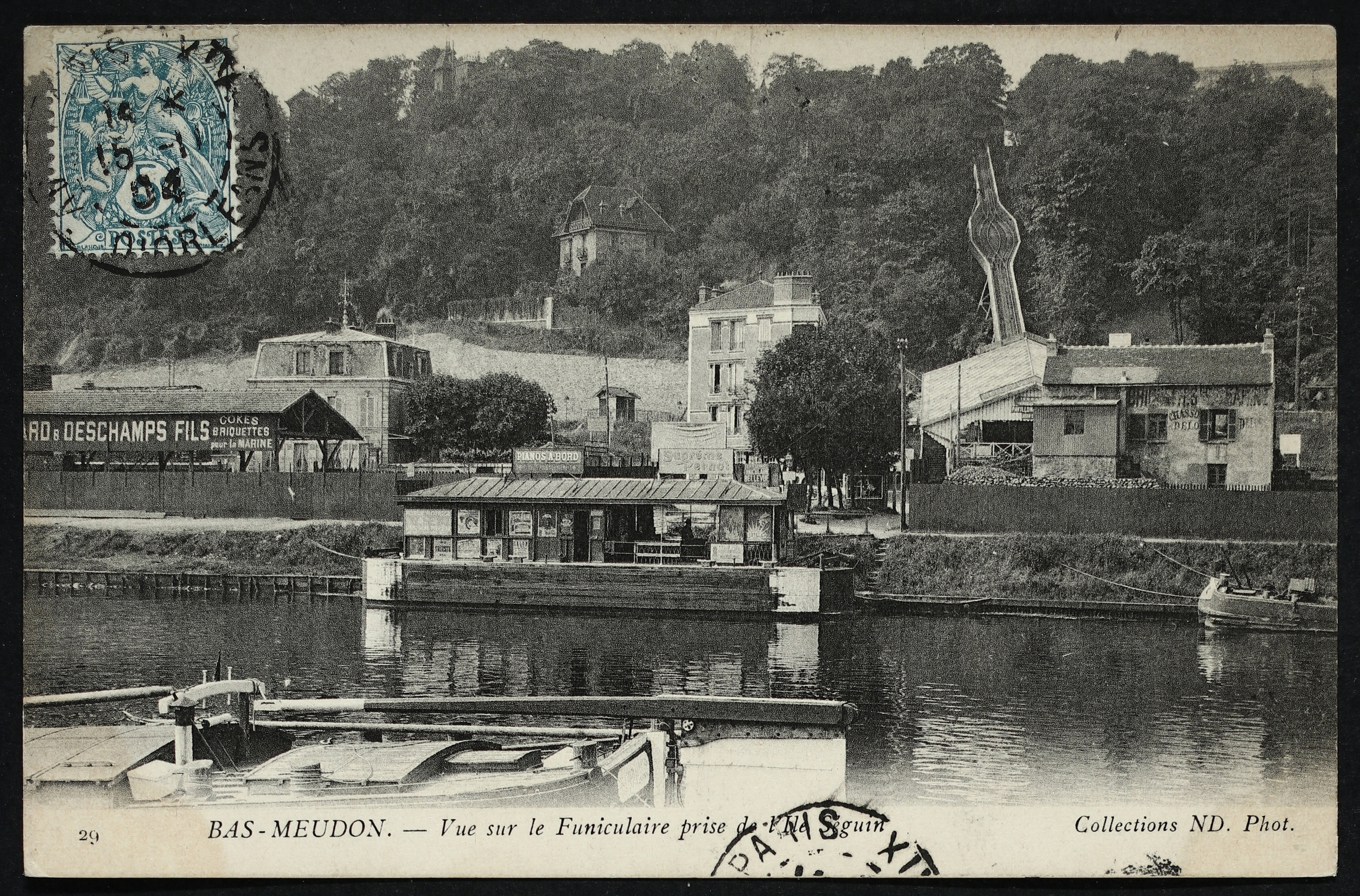
Schiffsanlegestelle und Standseilbahn

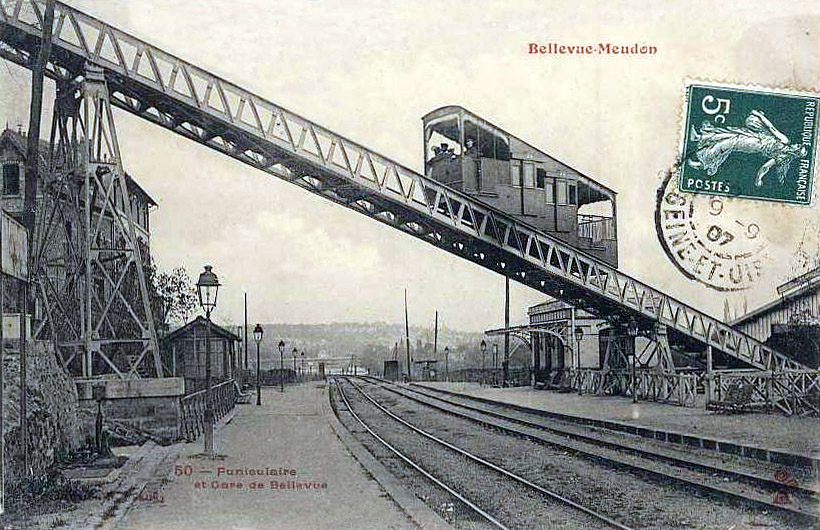
Wagen über den Gleisen des Bahnhofs Bellevue-Funiculaire

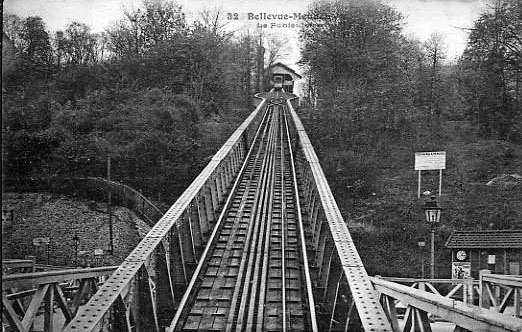
Blick zur Bergstation – mittig im Gleis die beiden Zahnstangen, rechts das Zugseil des bergwärts laufenden Wagens

Im Jahr 1891 beschlossen zwei Geschäftsleute und ein Finanzier, die Seine mit der Anhöhe von Meudon mittels einer Standseilbahn zu verbinden. Mit ihr sollten Spaziergänger den Staatswald von Meudon, ein 1100 ha großes Naherholungsgebiet, erreichen.
Zeitgleich mit dem Bahnhof Bellevue-Funiculaire ging 1893 die Standseilbahn in Betrieb. Die eingleisige Strecke wurde von den Ingenieuren Guyenet, Madamet und Tinel konzipiert. Bei einer Länge von 183 m überwand sie einen Höhenunterschied von 52,44 m. Die Viadukttrasse aus zwölf Brückenfeldern wies eine konstante Neigung von 300 ‰ auf, sie ruhte auf eisernen Gerüstpfeilern aus Profileisen mit gemauerten Sockeln.
Damit die Seilbahn den Bahnhof Bellevue-Funiculaire überqueren konnte, musste deren Talstation 3,5 m oberhalb des Niveaus der Route de Vaugirard (Nationalstraße 189) angelegt werden, was eine Zugangstreppe erforderlich machte. Auf halber Länge der Strecke wurde eine Ausweiche angelegt. Das Gleis mit einer Spurweite von 1440 mm bestand aus auf Schwellen verlegten Vignolschienen mit einer Masse von 30 kg/m. In mittig im Gleis verlaufende Zahnstangen konnte die Notbremse eingreifen.
Die beiden Zugseile wurden von einer fest installierten Dampfmaschine mit einer Leistung von 54 PS bewegt; eine zweite entsprechende Maschine diente als Reserve. Sie trieb über Zahnräder die Treibtrommel an, die einen Durchmesser von 2,8 m hatte. Sie bewegte die Zugseile mit einer Geschwindigkeit von 2 m/s, wobei das Seil des bergwärts fahrenden Fahrzeugs aufgerollt, das andere abgewickelt wurde. Die Konstruktion ermöglichte, dass das Gewicht des abwärts laufenden Wagens dazu beitrug, den anderen bergauf zu ziehen. Jeder Wagen hatte ein Leergewicht von 8 t und fasste maximal 59 Fahrgäste, die Fahrzeit lag zwischen eineinhalb und zwei Minuten.
Für den Betrieb waren mindestens vier Personen erforderlich: ein Mechaniker, ein Heizer und pro Wagen ein Fahrer. In den ersten 20 Monaten ihres Betriebs beförderte die Bahn 550.000 Fahrgäste. Zunächst verkehrte sie tagsüber alle fünf Minuten; da der Winterbetrieb defizitär war, wurde der Verkehr bald auf die Zeit vom 1. April bis November eingeschränkt. 1895 wurden 266.662 Passagiere und 3480 beförderte Fahrräder registriert, dennoch wurde ein Defizit von 2047 Franc ermittelt.
Aufgrund der Einberufung des Personals zum Militär im Ersten Weltkrieg ruhte der Betrieb ab 1917. Erst 1922 wurde er wieder aufgenommen, im Jahr darauf wurden 171.126 Fahrgäste gezählt. Das chronische Defizit führte 1932 zur Beschränkung der Betriebszeit auf die Sonntage. 1934 waren es nur noch 23.293 Menschen, die die Bahn nutzten; daher fiel 1938 der Beschluss zu ihrer Stilllegung. Danach wurde sie vorübergehend für Reibungstests horizontaler Räder an einer Mittelschiene genutzt. Nach dem Zweiten Weltkrieg wurde die Bahn abgebaut.

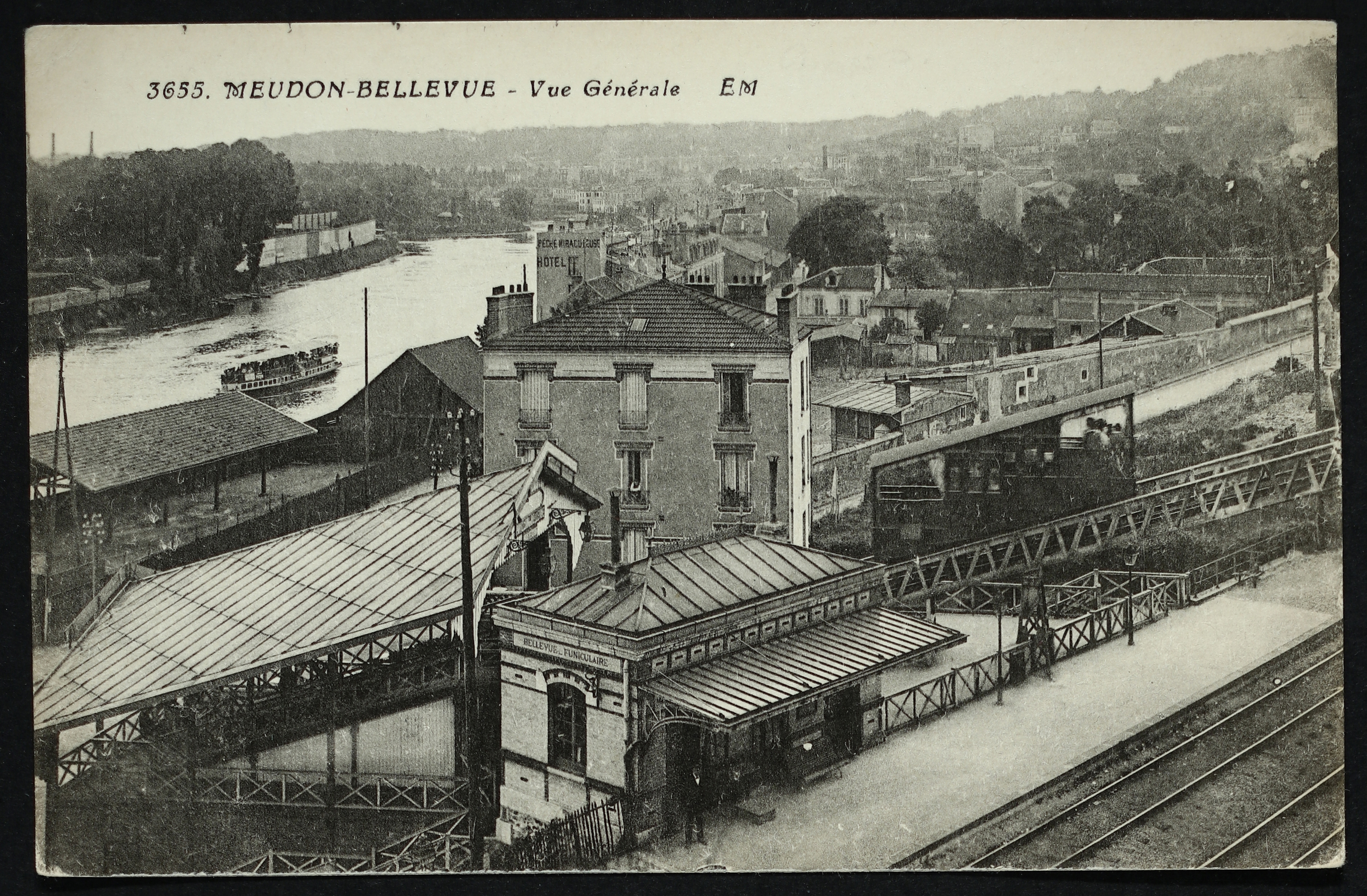
Talstation und Bahnhofsgebäude
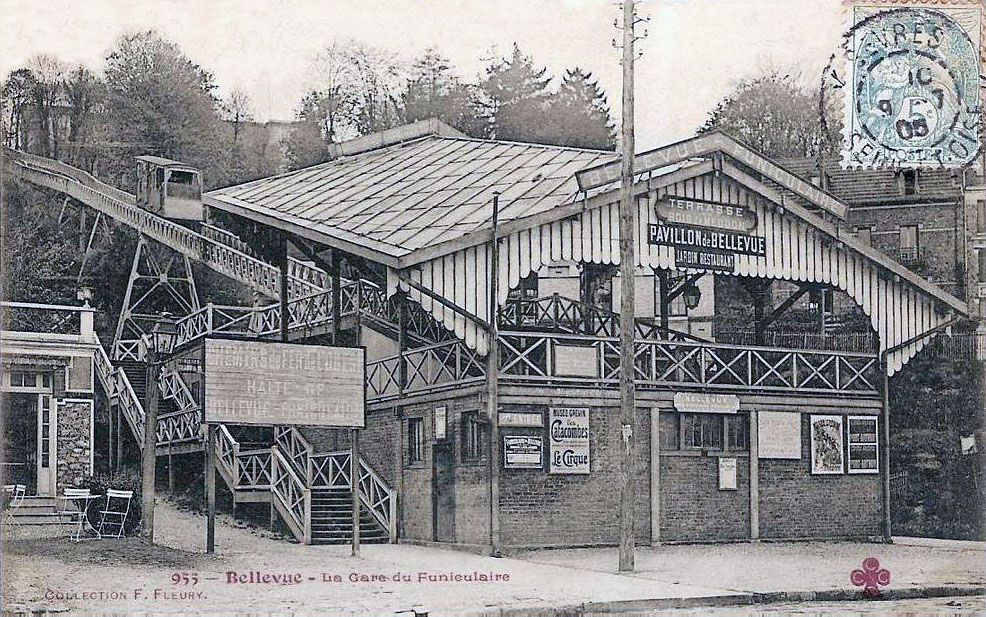
Talstation mit seitlicher Zugangstreppe
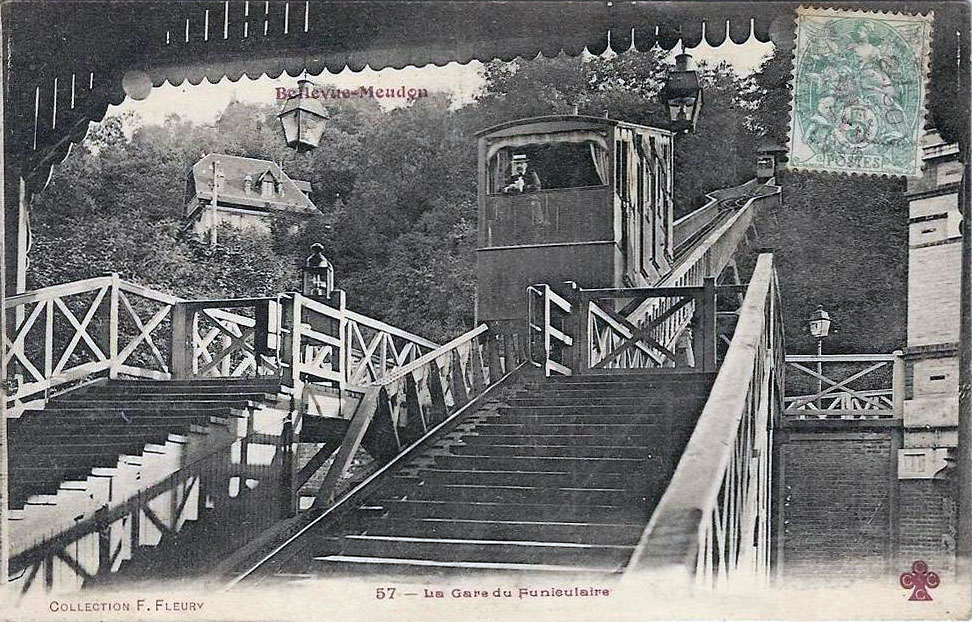
Blick aus der Talstation
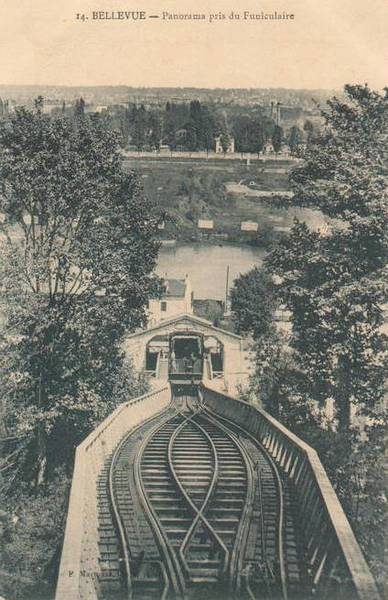
Ausweiche
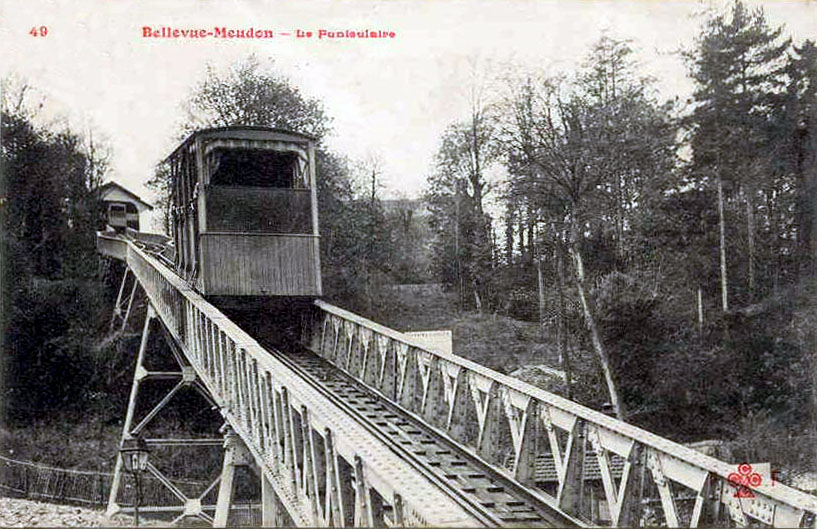
Bergwärts fahrender Wagen, im Hintergrund die Bergstation